# Eclissi solare del 23 ottobre 1976
L'eclissi solare del 23 ottobre 1976 è un evento astronomico che ha avuto luogo il suddetto giorno attorno alle ore 5.13 UTC.L'eclissi, di tipo totale, è stata visibile in alcune parti dell'Africa (Tanzania), dell'Asia (India) e dell'Oceania (Australia e Nuova Zelanda).
La durata della fase massima dell'eclissi è stata di 4 minuti e 46 secondi e l'ombra lunare sulla superficie terrestre raggiunse una larghezza di 199 km; Il punto di massima totalità è avvenuto in mare lontano da qualsiasi terra emersa.Dopo aver lasciato la terraferma australiana, il percorso della totalità ha lasciato la superficie terrestre appena a nord dell'isola settentrionale della Nuova Zelanda.
L'eclissi del 23 ottobre 1976 è diventata la seconda eclissi solare nel 1976 e la 175ª nel XX secolo. La precedente eclissi solare si è verificata il 29 aprile 1976, la seguente il 18 aprile 1977.

## Percorso e visibilità
L'evento ha avuto iniziò all'alba locale in Tanzania nord occidentale;  La regione di Kigoma e la regione di Shinyanga sono stati i primi territori Tanzanici a vedere l'eclissi; in seguito l'ombra si è diretta ad est e a sud nell'Oceano Indiano dopo aver coperto parte dell'isola delle Seychelles. Il momento di massima totalità si è avuto sulla superficie dell'oceano a circa 2000 chilometri a ovest dell'Australia occidentale e circa 2000 chilometri a sud delle Isole Cocos (Keeling). Successivamente, l'ombra si è spostata verso la Grande Baia Australiana e gradualmente ha virato verso est, oltrepassando la parte sud-orientale della terraferma australiana, entrando nel Mar di Tasmania e terminando al tramonto a circa 110 chilometri a nord-ovest delle isole dei Tre Re in Nuova Zelanda.

## Eclissi correlate

### Eclissi solari 1975 - 1978
Questa eclissi è un membro di una serie semestrale. Un'eclissi in una serie semestrale di eclissi solari si ripete approssimativamente ogni 177 giorni e 4 ore (un semestre) in nodi alternati dell'orbita della Luna.

### Ciclo di Saros 133
L'evento fa parte del ciclo di Saros 133, che si ripete ogni 18 anni, 11 giorni, comprendente 72 eventi. La serie è iniziata con un'eclissi solare parziale il 13 luglio 1219. Contiene eclissi anulari dal 20 novembre 1435 al 13 gennaio 1526, con un'eclissi ibrida il 24 gennaio 1544. Comprende eclissi totali dal 3 febbraio 1562, fino al 21 giugno 2373. La serie termina al membro 72 con un'eclissi parziale il 5 settembre 2499. La durata più lunga della totalità è stata di 6 minuti, 49 secondi il 7 agosto 1850. Le eclissi totali di questa serie di Saros divengono sempre più brevi e compaiono più a sud con ogni iterazione. Tutte le eclissi di questa serie si verificano nel nodo ascendente della Luna.